# Алі Акбар Мохташаміпур
Алі Акбар Мохташаміпур (30 серпня 1947, Тегеран — 7 липня 2021, Тегеран) — іранський політик та релігійний лідер. Він був одним із ключових учасників ісламської революції в Ірані у 1979 році та обіймав різні високі посади в уряді після цих подій.
Мохташаміпур також був засновником і керівником партії «Ісламське духовне відродження» та «Хезболла» і відіграв активну роль у політиці своєї країни.